# Branko Zorko
Branko Zorko (* 1. Juli 1967 in Hodošan, Jugoslawien) ist ein ehemaliger kroatischer Leichtathlet, der sich auf den Mittelstreckenlauf spezialisiert hat und der bis 1990 für Jugoslawien an den Start ging.

## Sportliche Laufbahn
Erste internationale Erfahrungen sammelte Branko Zorko vermutlich im Jahr 1987, als er bei der Sommer-Universiade in Zagreb in 3:46,46 min den siebten Platz im 1500-Meter-Lauf belegte. Im Jahr darauf gelangte er bei den Halleneuropameisterschaften in Budapest mit 3:47,69 min auf Rang sieben und im Juli gewann er bei den Balkanspielen in Ankara in 3:41,21 min die Bronzemedaille. Anschließend nahm er erstmals an den Olympischen Sommerspielen in Seoul teil und schied dort mit 3:45,52 min in der ersten Runde aus. 1989 belegte er bei den Halleneuropameisterschaften in Den Haag in 7:54,16 min den fünften Platz im 3000-Meter-Lauf und gelangte kurz darauf bei den Hallenweltmeisterschaften in Budapest mit 7:52,26 min auf Rang sechs. Im Sommer kam sie bei den Studentenweltspielen in Duisburg mit 3:48,42 min nicht über den Vorlauf über 1500 Meter hinaus. Im Jahr darauf gewann er bei den Halleneuropameisterschaften in Glasgow in 7:54,77 min die Bronzemedaille über 3000 Meter hinter den Franzosen Éric Dubus und Jacky Carlier. Im August schied er dann bei den Europameisterschaften in Split mit 3:40,86 min im Vorlauf über 1500 Meter aus. 
1992 gewann er für Kroatien bei den Halleneuropameisterschaften in Genua in 3:42,85 min die Bronzemedaille über 1500 Meter hinter dem Briten Matthew Yates und Sergei Melnikow für das Vereinigte Team. Im August nahm er an den Olympischen Sommerspielen in Barcelona teil und schied dort mit 3:39,71 min im Halbfinale über 1500 Meter aus. Im Jahr darauf gewann er bei den Hallenweltmeisterschaften in Toronto in 3:45,49 min die Bronzemedaille hinter dem Iren Marcus O’Sullivan und David Strang aus dem Vereinigten Königreich. Im Sommer schied er bei den Weltmeisterschaften in Stuttgart mit 3:43,12 min im Halbfinale aus und anschließend kam er beim IAAF Grand Prix Final in London nicht ins Ziel. 1994 gewann er bei den Halleneuropameisterschaften in Paris in 3:44,67 min die Silbermedaille hinter dem Briten David Strang und im August sicherte er sich bei den Europameisterschaften in Helsinki in 3:36,88 min die Bronzemedaille hinter den Spaniern Fermín Cacho und Isaac Viciosa. Anschließend gelangte er beim Grand Prix Final in Paris mit 3:44,32 min auf Rang elf. Im Jahr darauf kam er bei den Weltmeisterschaften in Göteborg mit 3:48,83 min nicht über den Vorlauf über 1500 Meter hinaus. 1996 belegte er bei den Halleneuropameisterschaften in Stockholm in 3:46,82 min den fünften Platz und im August schied er bei den Olympischen Sommerspielen in Atlanta mit 3:35,14 min im Semifinale aus.
1997 wurde er bei den Hallenweltmeisterschaften in Paris in 3:39,25 min Vierter über 1500 Meter und bei den Mittelmeerspielen in Bari gewann er in 3:45,17 min die Silbermedaille hinter dem Marokkaner Driss Maazouzi. Anschließend schied er bei den Weltmeisterschaften in Athen mit 3:41,63 min im Halbfinale aus. Im Jahr darauf belegte er bei den Halleneuropameisterschaften in Valencia in 3:45,83 min den sechsten Platz über 1500 Meter und im Sommer gelangte er bei den Freilufteuropameisterschaften in Budapest mit 3:43,95 min auf Rang zehn. 1999 gewann er bei den Militärweltspielen in Zagreb in 3:41,06 min die Bronzemedaille hinter den Kenianern Sammy Mutai und Stephen Kipkorir. Im Jahr darauf verpasste er bei den Halleneuropameisterschaften in Gent mit 3:42,92 min den Finaleinzug und im September kam er bei den Olympischen Sommerspielen in Sydney mit 3:46,16 m nicht über den Vorlauf hinaus. 2001 schied er bei den Hallenweltmeisterschaften in Lissabon mit 3:39,55 min in der Vorrunde aus und im Jahr darauf belegte er bei den Halleneuropameisterschaften in Wien in 3:50,66 min den vierten Platz. Zudem kam er bei den Crosslauf-Europameisterschaften in Medulin nicht ins Ziel.  2004 nahm er zum fünften Mal in Folge an den Olympischen Sommerspielen in Athen teil und schied dort mit 3:48,28 min in der ersten Runde aus. 2005 beendete er dann seine aktive sportliche Laufbahn im Alter von 38 Jahren.

## Persönliche Bestleistung
- 800 Meter: 1:47,63 min, 22. August 1997 in Bitburg
- 1000 Meter: 2:18,62 min, 23. Juli 1992 in Parma
  - 1000 Meter (Halle): 2:20,35 min, 4. Februar 1998 in Erfurt (kroatischer Rekord)
- 1500 Meter: 3:33,30 min, 8. August 1998 in Monaco (kroatischer Rekord)
  - 1500 Meter (Halle): 3:38,05 min, 2. Februar 1997 in Stuttgart (kroatischer Rekord)
- 2000 Meter: 4:58,02 min, 10. Juli 1996 in Nizza (kroatischer Rekord)
- 3000 Meter: 7:48,72 min, 1. Juni 1998 in Hengelo
  - 3000 Meter (Halle): 7:49,29 min, 7. März 1990 in Piräus (kroatischer Rekord)
- 5000 Meter: 13:43,04 min, 4. Juni 1989 in Belgrad